# Martine Brichau
Martine Brichau, née Martine De Bast le 19 février 1958 à Namur, est une coloriste de bande dessinée.
Elle a collaboré entre autres avec le dessinateur et scénariste français Tibet, sur les séries Chick Bill et Ric Hochet.

## Biographie
Martine De Bast naît le 19 février 1958 à Namur. Quelques jours après sa naissance, elle rejoint le domicile familial à Loverval. À l'âge de trois ans, elle déménage à Nalinnes où elle résidera jusqu'à l'âge de 30 ans. Elle fait ses humanités à l'Institut Notre-Dame de Charleroi
. Puis, elle entreprend des études d'architecte d'intérieur à Bruxelles. Une fois diplômée, elle exercera le métier de maquettiste en architecture pendant plusieurs années. C'est en 1986 qu'elle change d'orientation, elle entre travailler auprès de Vittorio Leonardo au Studio Leonardo. Elle commence son écolage comme coloriste et travaille notamment sur la série Les Motards de Charles Degotte pour le journal Spirou ainsi que pour la presse néerlandaise dans le journal pour jeunes filles Tina. De cette période, elle garde le souvenir d'une très bonne formation. Cinq ans plus tard, elle quitte le studio pour travailler avec Claude Lefrancq des éditions Lefrancq. C'est avec la nouvelle mise en couleur de la série Jehan Pistolet d'Albert Uderzo et René Goscinny que commence cette nouvelle collaboration. Pour Bernard Swysen, elle travaille sur la série Rouletabille écrite par André-Paul Duchâteau d'après l'œuvre de Gaston Leroux. C'est en travaillant sur la série Maigret de Philippe Wurm qu'elle rencontre Frank Brichau, le décoriste qui va devenir son compagnon. Elle travaille aussi pour Laurent Verron sur le deuxième tome du Maltais et le Sherlock Holmes de Bruno Di Sano. Pour Bayard, elle travaille sur les planches de Jacques Sandron. En 1995, elle épouse Frank Brichau et travaille pour P & T Production ainsi que sur les séries Chick Bill et Ric Hochet de Tibet aux éditions Le Lombard, tout en étant coloriste au Centre belge de la bande dessinée. En 1999, elle entre dans la collection « Bulle noire » des éditions Glénat, à l'occasion de la sortie du second tome de Celadon Run : La Colère du papillon dessiné par Frank Brichau. En 2000, elle travaille sur Les Paparazzi de Mazel et Raoul Cauvin pour les éditions Dupuis.
Par la suite, elle quitte le milieu de la bande dessinée et elle se reconvertit comme chef d'entreprise dans le bien-être.

## Publications

### Maigret
- 1. Maigret et son mort, Lefrancq - Le Rocher, Bruxelles, septembre 1992
Scénario : Odile Reynaud - Dessin : Philippe Wurm - Couleurs : Martine De Bast -  (ISBN 2-87153-116-1)Adaptation de Georges Simenon. Décors : Frank Brichau.
- 2. Maigret tend un piège, Lefrancq - Le Rocher, Bruxelles, 1993
Scénario : Odile Reynaud - Dessin : Philippe Wurm - Couleurs : Martine De Bast -  (ISBN 2-87153-143-9)Adaptation de Georges Simenon. Décors : Frank Brichau.

### Rouletabille
- 4. La Poupée sanglante, Claude Lefrancq, coll. « B.Détectives. - Le Masque présente », Bruxelles, septembre 1992
Scénario : André-Paul Duchâteau - Dessin : Bernard Swysen - Couleurs : Martine De Bast -  (ISBN 2-87153-113-7) — adaptation de Gaston Leroux.
- 5. La Machine à assassiner, Claude Lefrancq, coll. « B.Détectives. - Le Masque présente », Bruxelles, mai 1993
Scénario : André-Paul Duchâteau - Dessin : Bernard Swysen - Couleurs : Martine De Bast -  (ISBN 2-87153-127-7)
- 6. L'Épouse du soleil, Claude Lefrancq, coll. « B.Détectives. - Le Masque présente », Bruxelles, avril 1996
Scénario : André-Paul Duchâteau - Dessin : Bernard Swysen - Couleurs : Martine De Bast -  (ISBN 2-87153-217-6)
- 8. La Double Vie de Théophraste Longuet, Claude Lefrancq, coll. « B.Détectives. - Le Masque présente », Bruxelles, novembre 1997
Scénario : André-Paul Duchâteau - Dessin : Bernard Swysen - Couleurs : Martine De Bast -  (ISBN 2-87153-493-4)

### Le Maltais
- 2. Les Sept Samouraïs et demi, Lefranc, coll. « Évasion », Bruxelles, mars 1993
Scénario : Loup Durand - Dessin : Laurent Verron - Couleurs : Martine De Bast -  (ISBN 2-87153-129-3)

### Sherlock Holmes
- 6. Le Rat géant du Sumatra, Lefranc, coll. « BDétectives - Le Masque présente », Bruxelles, décembre 1995
Scénario : André-Paul Duchâteau - Dessin : Bruno Di Sano - Couleurs : Martine De Bast -  (ISBN 2-87153-215-X) — adaptation de Arthur Conan Doyle.

### Ric Hochet
- 58. Premières Armes[3], Le Lombard, Bruxelles, 1997
Scénario : André-Paul Duchâteau - Dessin : Tibet - Couleurs : Frank Brichau, Martine Brichau - (ISBN 2-80361-246-1),Cet album reprend douze histoires courtes Ric Hochet mène le jeu (5 planches), Le Mauvais Œil (5 planches), Enquête chez les "Timbrés" (5 planches), Ric Hochet contre "l’ombre" (5 planches), L'Énigme des photos express (5 planches), La Première Enquête de Ric Hochet (1 planche), L’Affaire de la case mystérieuse (4 planches), Seul Coupable (3 planches).
- 61. Le Jeu de la potence, Le Lombard, Bruxelles, 1999
Scénario : André-Paul Duchâteau - Dessin : Tibet - Couleurs : Martine Brichau - (ISBN 2-8036-1399-9)
- 62. B.D. meurtres, Le Lombard, Bruxelles, 2000
Scénario : André-Paul Duchâteau - Dessin : Tibet - Couleurs : Martine Brichau - (ISBN 2-80361-479-0)
- 63. La Sorcière... mal aimée, Le Lombard, Bruxelles, 2000
Scénario : André-Paul Duchâteau - Dessin : Tibet - Couleurs : Martine Brichau - (ISBN 2-80361-518-5)
- 64. Le Contrat du siècle, Le Lombard, Bruxelles, 2001
Scénario : André-Paul Duchâteau - Dessin : Tibet - Couleurs : Martine Brichau - (ISBN 2-80361-634-3)
- 65. Panique sur le web, Le Lombard, Bruxelles, 2002
Scénario : André-Paul Duchâteau - Dessin : Tibet - Couleurs : Martine Brichau - (ISBN 2-80361-745-5)
- 66. Penthouse Story, Le Lombard, Bruxelles, 2002
Scénario : André-Paul Duchâteau - Dessin : Tibet - Couleurs : Martine Brichau - (ISBN 2-80361-770-6)
- 67. Le Nombre maudit, Le Lombard, Bruxelles, 2003
Scénario : André-Paul Duchâteau - Dessin : Tibet - Couleurs : Martine Brichau - (ISBN 2-80361-871-0)
- 68. Le Collectionneur de crimes, Le Lombard, Bruxelles, 2004
Scénario : André-Paul Duchâteau - Dessin : Tibet - Couleurs : Martine Brichau - (ISBN 2-80361-970-9)
- 69. L'Homme de glace, Le Lombard, Bruxelles, 2004
Scénario : André-Paul Duchâteau - Dessin : Tibet - Couleurs : Martine Brichau - (ISBN 2-8036-1982-2)
- 70. Silence de mort, Le Lombard, Bruxelles, 2005
Scénario : André-Paul Duchâteau - Dessin : Tibet - Couleurs : Martine Brichau - (ISBN 2-8036-2068-5)
- 71. La Dernière Impératrice[4], Le Lombard, Bruxelles, 2006
Scénario : André-Paul Duchâteau - Dessin : Tibet - Couleurs : Martine Brichau - (ISBN 2-80362-158-4)
- 72. Le Trésor des Marolles, Le Lombard, Bruxelles, 2006
Scénario : André-Paul Duchâteau - Dessin : Tibet - Couleurs : Martine Brichau - (ISBN 2-80362-184-3)
- 73. On tue au théâtre ce soir, Le Lombard, Bruxelles, 2007
Scénario : André-Paul Duchâteau - Dessin : Tibet - Couleurs : Martine Brichau - (ISBN 978-2-8036-2263-4)
- 74. Puzzle mortel, Le Lombard, Bruxelles, 2008
Scénario : André-Paul Duchâteau - Dessin : Tibet - Couleurs : Martine Brichau - (ISBN 978-2-8036-2372-3)
- 75. Code pour l'au-delà, Le Lombard, Bruxelles, 2008
Scénario : André-Paul Duchâteau - Dessin : Tibet - Couleurs : Martine Brichau - (ISBN 978-2-8036-2442-3)
- 76. Dernier Duel, Le Lombard, Bruxelles, 2009
Scénario : André-Paul Duchâteau - Dessin : Tibet - Couleurs : Martine Brichau - (ISBN 978-2-8036-2528-4)
- 77. « Ici, 77 ! »..., Le Lombard, Bruxelles, 2010
Scénario : André-Paul Duchâteau - Dessin : Tibet - Couleurs : Martine Brichau - (ISBN 978-2-8036-2654-0)
- 78. À la poursuite du griffon d'or, Le Lombard, Bruxelles, 2010
Scénario : André-Paul Duchâteau - Dessin : Tibet - Couleurs : Martine Brichau - (ISBN 2803627213)

### Les Aventures de Chick Bill
- 61. Le Persan à sornettes, Le Lombard, Bruxelles, mars 1998
Scénario : Tibet - Dessin : Frank Brichau, Tibet - Couleurs : Martine Brichau -  (ISBN 2-8036-1333-6)
- 62. À la recherche du taon perdu, Le Lombard, Bruxelles, février 1999
Scénario et dessin : Tibet - Couleurs : Martine Brichau -  (ISBN 2-8036-1389-1)
- 63. L'Homme qui a tempêté, Le Lombard, Bruxelles, mai 2000
Scénario et dessin : Tibet - Couleurs : Martine Brichau -  (ISBN 2-8036-1497-9)
- 64. Guère épais - Mais gros Q.I. -, Le Lombard, Bruxelles, mars 2001
Scénario et dessin : Tibet - Couleurs : Martine Brichau -  (ISBN 2-8036-1663-7)
- 65. La Fille au père vert, Le Lombard, Bruxelles, août 2002
Scénario et dessin : Tibet - Couleurs : Martine Brichau -  (ISBN 2-8036-1811-7)
- 66. Le Faux Mage de Hollande, Le Lombard, Bruxelles, mars 2004
Scénario et dessin : Tibet - Couleurs : Martine Brichau -  (ISBN 2-8036-1974-1)
- 67. Maligne Claire - La Mata Hari jaune, Le Lombard, Bruxelles, mars 2005
Scénario et dessin : Tibet - Couleurs : Martine Brichau -  (ISBN 2-8036-2065-0)
- 68. L'Hideux Zorfeline[5], Le Lombard, Bruxelles, février 2007
Scénario : Tibet - Dessin : Frank Brichau, Tibet - Couleurs : Martine Brichau -  (ISBN 978-2-8036-2101-9)
- 69. Le Secret du géant Flure, Le Lombard, Bruxelles, juillet 2008
Scénario : Tibet - Dessin : Frank Brichau, Tibet - Couleurs : Martine Brichau -  (ISBN 978-2-8036-2439-3)
- 70. Qui veut gagner des filons ?, Le Lombard, Bruxelles, 15 janvier 2010
Scénario : Tibet - Dessin : Frank Brichau, Tibet - Couleurs : Martine Brichau -  (ISBN 978-2-8036-2632-8)

### Celadon Run
- 2. La Colère du papillon, Glénat, coll. « Bulle Noire », Bruxelles, novembre 1999
Scénario : Erik Arnoux - Dessin : Frank Brichau - Couleurs : Martine Brichau -  (ISBN 2723428079)

### Noisette le hamster
- 3. Toute à toi !, Éditions Joker, Bruxelles, 1999
Scénario : Bernard Swysen, Sophie Flamand - Dessin : Bernard Swysen - Couleurs : Martine De Bast, Martine Chardez -  (ISBN 2-87265-115-2)

### Aldo Rémy
- 1. La Révolte d'Aldo Rémy, Glénat, coll. « Paris-Bruxelles », Grenoble, octobre 2006
Scénario et dessin : Tibet - Couleurs : Martine Brichau -  (ISBN 2-7234-5650-1)
- 2. Réveil brutal, Glénat, coll. « Paris-Bruxelles », Grenoble, avril 2008
Scénario et dessin : Tibet - Couleurs : Martine Brichau -  (ISBN 978-2-7234-6266-2)